# Teucrium pseudochamaepitys
Germandrée faux petit pin, Germandrée à allure de pin
Espèce
La Germandrée faux petit pin ou Germandrée à allure de pin (Teucrium pseudochamaepitys) est une espèce de plantes de la famille des Lamiacées.